# 普通百里香
普通百里香，也叫花园百里香（英語：garden thyme）、南欧百里香，是唇形科百里香属常绿亚灌木，原产意大利、法国和西班牙，摩洛哥亦有分布。虽然也叫英国百里香（英語：English thyme），但是普通百里香并不是英国的原生植物。普通百里香是西餐中常用的调味香草。

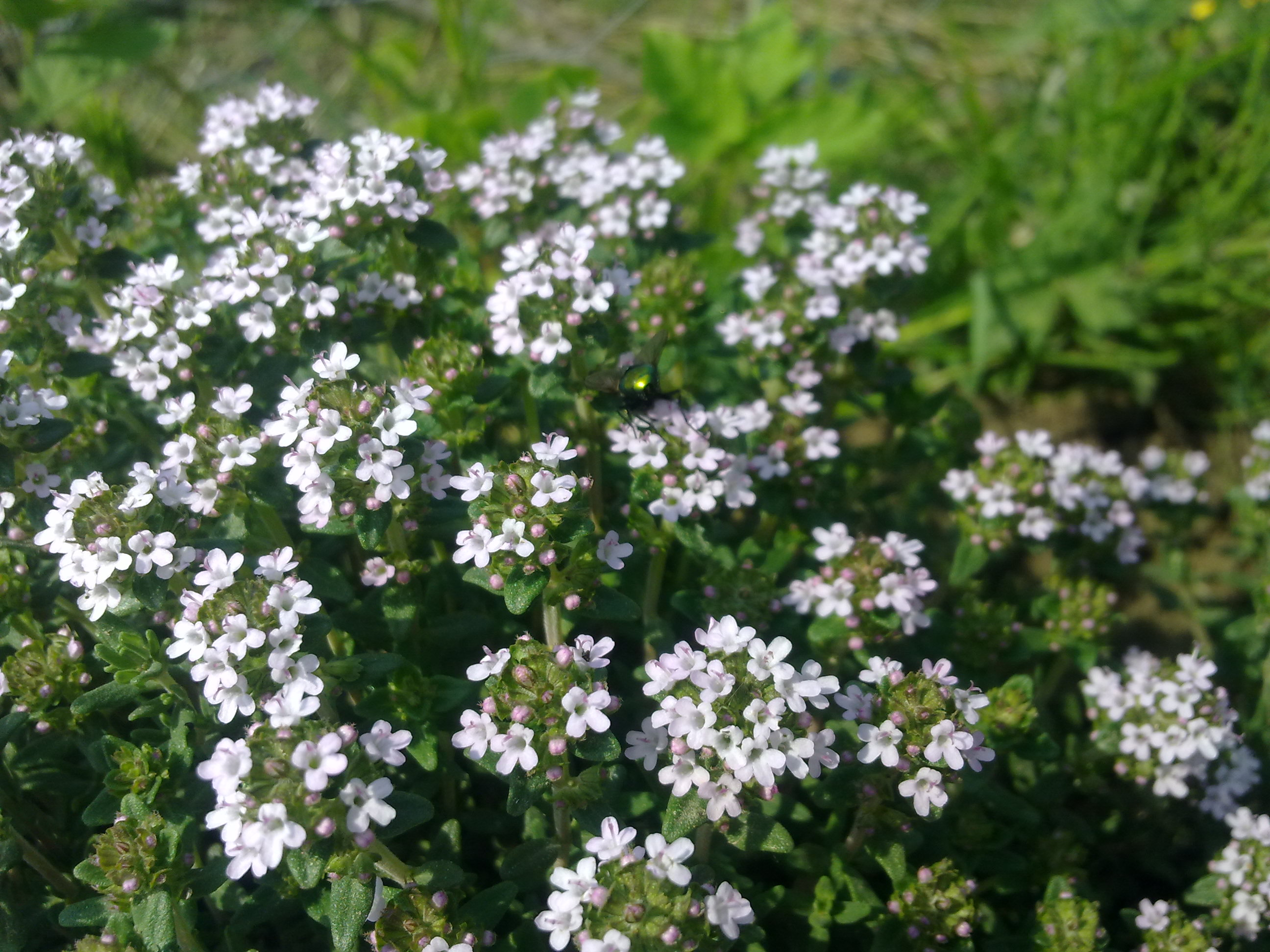
普通百里香

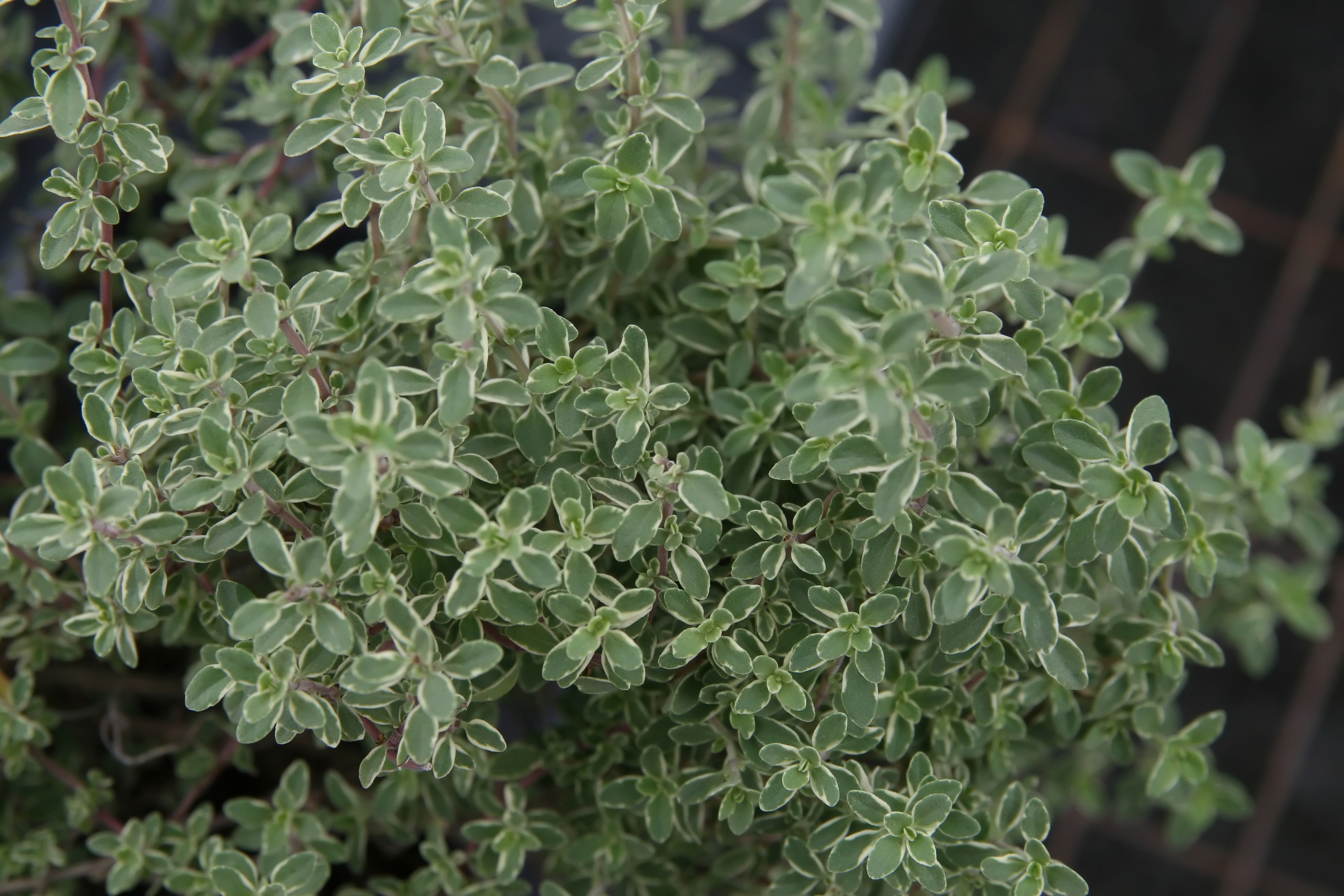
银斑百里香

普通百里香的一些品种叶片有白边，如（也叫），这类品种叫做银斑百里香或银叶百里香（silver thyme）。但柠檬百里香亦有银斑品种。